# رالف هنري بربور
رالف هنري بربور (بالإنجليزية: Ralph Henry Barbour)‏ (13 نوفمبر 1870 - 19 فبراير 1944)؛ روائي أمريكي.